# Jugendarrestanstalt Wismar
Die Jugendarrestanstalt Wismar war bis 2008 die einzige Jugendarrestanstalt in Mecklenburg-Vorpommern. Sie befand sich in der Kreisstadt Wismar in Mecklenburg-Vorpommern (Deutschland).  2018 wurde das Gebäude unter Denkmalschutz gestellt. 2024 ist aus der ehemaligen Jugendarrestanstalt eine Herberge mit dem Namen Das Kittchen entstanden.

## Geschichte
Das Gebäude, in dem die JAA Wismar untergebracht war, liegt im Zentrum der historischen Altstadt Wismars in unmittelbarer Nähe zum Amtsgericht Wismar. Es wurde 1890 ursprünglich als Armenhaus erbaut. Erst seit dem Jahr 1935 wird es – durchgängig durch alle seit dieser Zeit gerade am Standort der Anstalt bestehenden Staatsformen – als Gefängnis genutzt. Seit dem 1. Juli 1992 befand sich hier die Jugendarrestanstalt Wismar, die mit Wirkung vom 30. September 2014 endgültig geschlossen wurde. Der Jugendarrest an männlichen und weiblichen Personen wird zukünftig für alle Landgerichtsbezirke ausschließlich in der Teilanstalt Jugendarrest der Jugendanstalt Neustrelitz vollzogen.

## Belegung
Es gab 16 Arrestplätze. Die Unterbringung erfolgte grundsätzlich in Einzelarresträumen. Gemeinschaftsarresträume mit maximal zwei Arrestanten waren nur in Ausnahmefällen zulässig.

## Vollstreckungszuständigkeit
Nach dem allgemeinen Vollstreckungsplan des Landes Mecklenburg-Vorpommern war die JAA Wismar zuständig für die Vollstreckung von Jugendarrest (Freizeit-, Kurz- und Dauerarrest von maximal vier Wochen) für Jungen der westlichen Gerichtsbezirke und Mädchen aller Gerichtsbezirke in Mecklenburg-Vorpommern.